# David Domonoske
David Domonoske, né le 25 août 1997 à Palo Alto, est un coureur cycliste américain. Il participe à des compétitions sur route et sur piste.

## Biographie
David Domonoske est originaire de Palo Alto, en Californie,. Durant sa jeunesse, il pratique d'abord le ski alpin, et en particulier le slalom. La pandémie de covid-19 interrompt cependant sa progression. Pour se maintenir en forme, il se met au VTT. Il passe ensuite au cyclisme sur piste, après avoir passé des tests physiques concluants. Ingénieur diplômé du Dartmouth College, il monte rapidement en première catégorie. Il devient notamment champion des États-Unis de poursuite par équipes en 2022, aux côtés de plusieurs compatriotes. Grâce à ses performances, il est sélectionné pour les championnats du monde sur piste.
En 2023, il remporte de nouveau le titre dans la poursuite par équipes aux championnats des États-Unis. Il est aussi médaillé de bronze dans cette discipline aux Jeux panaméricains et aux championnats panaméricains. L'année suivante, il décroche l'or dans la poursuite par équipes aux championnats panaméricains, en compagnie d'Anders Johnson, de Grant Koontz et de Brendan Rhim. Le quatuor américain se classe également cinquième des championnats du monde organisés à Ballerup. Sur route, il s'impose notamment sur une étape de la Valley of the Sun Stage Race. 
En mars 2025, il participe à la Coupe des nations à Konya. Aux côtés d'Ashlin Barry, d'Anders Johnson et de Graeme Frislie, il bat de cinq secondes le record national sur la poursuite par équipes qui datait de 2009. Le quatuor doit néanmoins se contenter de la deuxième place, derrière l'équipe d'Australie.

## Palmarès sur piste

### Coupe des Nations
- 2025
  - 2e de la poursuite par équipes à Konya

### Jeux panaméricains
- Santiago 2023
  -  Médaillé de bronze de la poursuite par équipes

### Championnats panaméricains
- San Juan 2022
  -  Médaillé de bronze de la poursuite par équipes
- Carson 2024
  -  Médaillé d'or de la poursuite par équipes (avec Brendan Rhim, Anders Johnson et Grant Koontz)
- Asuncion 2025
  -  Médaillé d'or de la poursuite par équipes (avec Brendan Rhim, Peter Moore, Anders Johnson et Sean Christian)

### Championnats nationaux
- 2022
  -  Champion des États-Unis de poursuite par équipes (avec Brendan Rhim, Anders Johnson et Eddy Huntsman)
  - 2e du championnat des États-Unis du kilomètre
- 2023
  -  Champion des États-Unis de poursuite par équipes (avec Brendan Rhim, Anders Johnson et Viggo Moore)
  - 2e du championnat des États-Unis du kilomètre
  - 2e du championnat des États-Unis de l'élimination

## Palmarès sur route
- 2022
  - West Crescent Criterium at UC Berkeley
  - Leesville Gap Road Race
- 2024
  - 3e étape de la Valley of the Sun Stage Race
  - Land Park Criterium